# Акут
Аку̀т (лат. acutus), оксѝя, на старогръцки: ὀξία, остро ударение, е диакритичен знак, който се слага над буквите. Използва се в почти всички писмени азбуки, вкл. гръцки, латиница, славянски и много други. в Уникод е представен като U+0301.
Правописът на някои езици изискват задължително или по избор поставяне на акцент (акут или гравис). Акутът като знак за ударение се използва в няколко съвременни европейски езици с подвижен (нефиксиран) акцент. В романските езици акутът е широко използван за различаване на отворени и затворени гласни. В повечето правописни системи (с изключение на португалския език) обозначава затворена гласна.
В някои езици се използва за обозначение на дълги гласни (а също така и сричкови съгласни), тон.

## Латински език
Предшественикът на акута е бил знакът апекс, който се е използвал в латинския език за обозначаване на дълги гласни.

## Гръцки език
В древногръцката правописна система акутът се появява, за да обозначи висок тон. В съвременния гръцки език (димотика) е музикално ударение.

## Славянски езици

### Източнославянски езици
В руския език акутът се използва за обозначение на местата за ударение в речниците и книгите за ученици и разговорниците. В обикновените текстове в думите се поставя само когато мястото на ударението променя значението, например: за́мок – замо́к и др.
По същия начин се използва и в украинския и беларуския език. В беларуския латинските букви се използват за да се обозначат меки съгласни, като се използват буквите: ć, dź, ń, ś, ź.

### Западнославянски езици
- В чешкия и словашкия език акутът (чарка, čárka – запетая) се използва за обозначение на дълги гласни: á, é, í, ó, ú, ý, в словашкия също и сричкови съгласни: ŕ и ĺ.
- Акутът в полския (akcent ostry или креска, kreska) на първо място се използва като знак за палатализация на съгласните над ć, ś, ź, ń: sześć /ʂɛɕʨ/ – шест. На второ място креска над гласната ó се променя и се произнася като [u]. В полската типография креската най-често е малко по-вертикална от акута, и се поставя леко на дясно. [1]
- В горнолужишката и долнолужишката азбука се използват следните букви с акут: ć, ń, ó, ŕ, ś, ź (в горнолужишкия само първите три и последната в състава на диграфа dź).

### Южнославянски езици
- В българския език няма букви с акут. Има само една буква, която има гравис и това е „ѝ“. Тя не е част от българската азбука, а е допълнителна. Използва се само при притежателното местоимение в трето лице, единствено число, женски род, както и при дателното лично местоимение в трето лице, единствено число, женски род.
- В македонския език се използват буквите ѓ и ќ.
- В сърбо-хърватската латиница (сръбски, хърватски, бошняшки и черногорски остривец (ostrivec) над буквата c: ć обозначава звука [ʨ].

## Романски езици
- Във френския език акутът (accent aigu) се употребява само над буквата „e“ — é и обозначава закрито произношение на гласната [e]
- В испанския език акутът (acento agudo или acento diacrítico) над буквите á, é, í, ó, ú се използва в два основни случая.

1. За да покаже различно ударение на думата:
  1. ако в думата, завършваща на всяка гласна, а също така и съгласните -n и -s, ударението пада не на предпоследната сричка;
  2. ако в думата, завършваща на всяка съгласна, с изключение на -n и -s, ударението пада на не последната сричка.
2. За различаване на омонимите, особено в случаите "въпросителна дума / относително местоимение", където първо е ударението, а второ – cómo (как?) – como (как?), qué (какво?) – que (кое?), dónde (къде?) – donde (кога?), tú (ти) и tu (твой).

- В италианския език акутът (é и много рядко ó) задължително се използва само в окситоните (думи с ударение на последната сричка).

## Германски езици
- В английския език акутът (acute accent), както и другите диакритични знаци се използват само в чуждиците, най-често заимствани от френския език, като например: café – кафене, fiancé – годеник, fiancée – годеница, sauté, touché и др. И много от тях запазват оригиналното си произношение – с ударение на последната сричка.
- В нидерландския език се използва в различни думи, отличаващи се само по мястото на ударението: (vóórkomen – voorkómen), (hé – hè; één – een).